# Чемпионат мира по настольному теннису 1953
Чемпионат мира по настольному теннису 1953 года прошёл с 20 по 29 марта в Бухаресте (Социалистическая Республика Румыния).

## Организация чемпионата

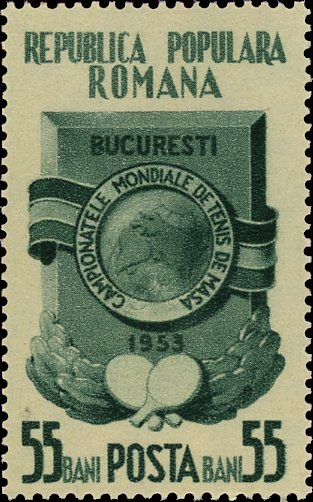
1953 Table Tennis World Championship, Bucharest

В 1953 году на чемпионат мира не смогла приехать сборная команда Японии, победитель предыдущего чемпионата. После турне в США американские власти не выпустили японских спортсменов в социалистическую Румынию.

## Медалисты
| Разряд                   | Золото                                                                               | Серебро                                                                               | Бронза                                                                                              |
| ------------------------ | ------------------------------------------------------------------------------------ | ------------------------------------------------------------------------------------- | --------------------------------------------------------------------------------------------------- |
| Мужской одиночный разряд | Ференц Шидо                                                                          | Иван Андреадис                                                                        | Ладислав Штипек                                                                                     |
| Мужской одиночный разряд | Ференц Шидо                                                                          | Иван Андреадис                                                                        | Йожеф Коциан                                                                                        |
| Женский одиночный разряд | Анджелика Розяну                                                                     | Гизелла Фаркаш                                                                        | Диана Скоулер-Роу                                                                                   |
| Женский одиночный разряд | Анджелика Розяну                                                                     | Гизелла Фаркаш                                                                        | Розалин Роу                                                                                         |
| Мужской парный разряд    | Йожеф Коциан Ференц Шидо                                                             | Ричард Бергман Джонни Лич                                                             | Иван Андреадис Богумил Ваня                                                                         |
| Мужской парный разряд    | Йожеф Коциан Ференц Шидо                                                             | Ричард Бергман Джонни Лич                                                             | Виктор Барна Эдриан Хейдон                                                                          |
| Женский парный разряд    | Гизелла Фаркаш Анджелика Розяну                                                      | Диана Скоулер-Роув Розалин Роу                                                        | Жужа Фантус Эдит Саги                                                                               |
| Женский парный разряд    | Гизелла Фаркаш Анджелика Розяну                                                      | Диана Скоулер-Роув Розалин Роу                                                        | Кэтлин Бест Эрмелинде Вертль                                                                        |
| Микст                    | Ференц Шидо Анджелика Розяну                                                         | Жарко Долинар Эрмелинде Вертль                                                        | Йожеф Коциан Гизелла Фаркаш                                                                         |
| Микст                    | Ференц Шидо Анджелика Розяну                                                         | Жарко Долинар Эрмелинде Вертль                                                        | Ласло Фёльди Эва Коциан                                                                             |
| Мужской командный турнир | Англия · Ричард Бергман · Эдриан Хейдон · Брайан Кеннеди · Джонни Лич · Обри Саймонс | Венгрия · Элемер Дьетваи · Йожеф Коциан · Миклош Шебок · Ференц Шидо · Кальман Сепеши | Франция · Ги Амуретти · Мишель Агено · Мишель Ланской · Рене Ротоф · Жан-Клод Сала                  |
| Мужской командный турнир | Англия · Ричард Бергман · Эдриан Хейдон · Брайан Кеннеди · Джонни Лич · Обри Саймонс | Венгрия · Элемер Дьетваи · Йожеф Коциан · Миклош Шебок · Ференц Шидо · Кальман Сепеши | Чехословакия · Иван Андреадис · Вацлав Тереба · Франтишек Токар · Богумил Ваня · Лудвик Выгнановски |
| Женский командный турнир | Румыния · Анджелика Розяну · Шари Сас · Элла Целлер                                  | Англия · Кэтлин Бест · Диана Скоулер-Роув · Розалин Роу                               | Австрия · Фридерике Лаубер · Гертруда Притци · Эрмелинде Вертль                                     |
| Женский командный турнир | Румыния · Анджелика Розяну · Шари Сас · Элла Целлер                                  | Англия · Кэтлин Бест · Диана Скоулер-Роув · Розалин Роу                               | Венгрия · Агнеш Алмаши · Жужа Фантус · Гизелла Фаркаш · Эва Коциан                                  |